# EV-DO
EV-DO(Evolution-Data Optimized 또는 Evolution-Data Only, CDMA 1xEV-DO)는 퀄컴이 개발한 CDMA 기반의 무선 데이터 통신 기술이다.
각 사용자의 데이터 레이트와 전체 시스템 데이터 레이트 모두를 극대화 하기 위해 시간 분할 다중 접속(TDMA, Time Division Multiple Access)은 물론 코드 분할 다중 접속(CDMA, Code Division Multiple Access)를 포함한 다중화 기술을 이용한다. CDMA2000 계열 규격의 일부분으로 3GPP2(3rd Generation Partnership Project 2)에서 표준화하였고, 특히 이전에 CDMA 네트워크를 구축한 세계 여러 곳의 이동전화 서비스 사업자에 의해 채택되었으며, 글로벌스타 위성 전화 네트워크에서도 사용된다.이에 경우 LG유플러스, 스프린트, 버라이즌 등의 주력 통신 기술이다.
CDMA 기술은 IS-95A 방식부터 시작되어 IS-95B, IS-95C(CDMA1x-2000)를 거쳐 현재는 EV-DO 방식이 많이 사용되고 있으며, W-CDMA 방식도 현재 서비스되고 있다. 이런 방식의 차이는 통신 속도의 차이로 설명되는데, 무선인터넷 사용시 초기 95A 방식의 경우 최대 64Kbps로 사용이 가능했지만, EV-DO 방식의 경우 최대 2.4Mbps(=2400Kbps)의 속도로 사용이 가능하다. 이렇게 사용할 수 있는 무선인터넷의 속도가 증가함에 따라 제공되는 서비스의 종류와 성격도 많이 변하였는데, 통신사에서 제공하는 무선인터넷서비스인 네이트, 매직엔, 이지아이같은 서비스가 텍스트 기반에서 이미지와 동영상이 포함된 서비스로 바뀐 것이 바로 속도의 차이로 인한 차이이다.
EV-DO는 높은 데이터 레이트를 지원하고 무선 사업자의 음성 서비스와 함께 활용될 수 있도록 CDMA2000(IS-2000) 표준의 진화 형태로 고안되었다. 하나의 EV-DO 채널은 IS-95 계열이 사용하는 것과 같은 1.25MHz의 주파수 대역폭을 갖는다. 반면, 채널 구조는 매우 다르다. 또한, 완전한 패킷 기반 네트워크로 운영되기 때문에 서킷 스위치 네트워크에 전형적으로 존재하는 제약을 받지 않는다.
그러다 3.9G의 LTE로 넘어와서는 LTE와의 연동 및 3G서비스를 하는 CDMA사업자들에게 VOLTE가 나오기전의 음성통화를 EV-DO로 할 수 있도록 나온 EV-DO규격인 eHRPD로써 EV-DO Rev.A eHRPD 와 EV-DO Rev.B eHRPD 이 있는데 다음과 같이 구분할 수 있다.
1)둘다 사용하는 사업자(VOLTE불가 사업자)
2)EV-DO Rev.A eHRPD 하나로 사용하는 사업자(VOLTE불가 사업자) : 대표적으로 GSM단말로 LTE서비스를 하기 전에(LTE Only로 전환 전에)는 국내에서는 대표적으로 LG유플러스가 해당된다.
3)eHRPD(EVDO)를 과거에도 사용중이며, 현재도 eHRPD가 적용된 일부 구형 LTE단말의 경우는 여전히 EV-DO도 사용은 하고 있으나 , 또 다른경우로 현재 eHRPD가 적용되지 않은 GSM계열의 LTE단말의 경우 음성통신은 VOLTE로만 사용하며(=LTE Only) LTE서비스를 겸하여 하는 사업자 : 현재기준으로는 국내 이통통신사인 LG유플러스가 있다. 하지만 3)의 경우는 전체 LTE가입자를 보면 과도기적인 시기가 되는 것이고 EV-DO와 eHRPD를 아예 빼 버리고 GSM단말로 음성, 문자, 데이터를 LTE Only로 사용하게 되는데, 이때 전에는 eHRPD를 활용했었으나, 현재는 eHRPD가 적용되지 않은 GSM단말로 사용하는 LG유플러스 LTE 가입자인 경우에 해당되며, 해당방식을 사용하는 통신 사업자는 현재 LG유플러스이며, 전 세계에서 유일하다.
4)eHRPD(EVDO)를 과거에는 사용하였으나 현재는 아예 사용하지 않는 사업자: 전체 LTE가입자가 LTE Only로 동작되는 모든 음성을 VOLTE로만 LTE서비스를 하는 사업자로 현재는 전 세계에 그런 통신사는 전혀 없다. 하지만 현재는 바로위에 3)까지로 발전하였으며 3)번의 경우도 전 세계에서 한개 통신사만 시작된 실정으로 이제 시작되는 수준이며, 4)과 같은 경우는 시간이 더 지나야 할 것이다. 하지만 LTE를 서비스를 하는 통신사들의 최종목표이기도 하다.

## 나라별 서비스 업체

### 대한민국
2011년 기준으로는 3G네트워크 서비스로 EV-DO를 전반적으로 서비스하는 네트워크 사업자는 LG유플러스뿐이며(Rev.A , Rev.B , Rev.A eHRPD를 함께사용한다.), SK텔레콤과 KT는 W-CDMA 기반인 HSDPA와 HSPA+를 전반적으로 서비스하고 있다. KT는 지난 2011년, 4G LTE 주파수 재배치의 일환으로, 2G 서비스 종료를 미래창조과학부(현 과학기술정보통신부)로부터 승인을 받아 2012년 1월 3일 수도권과 동남권 지역을 시작으로, 3월 19일 그외 기타 전국망 종료 이후에, 4G LTE 서비스를 개시하였다.
현재 EV-DO서비스를 전반적으로 하고있는 LG유플러스의 경우 Cdma x.1(음성망),Rev.0,Rev.A,Rev.B로 모두 서비스중에 있다. 그리고 LTE 도입 초반에는 eHRPD적용된경우는 EV-DO Rev.A eHRPD으로만 사용하였다. 하지만 전반적으로 EV-DO로 국내에서 유일하게 서비스 중인 LG 유플러스의 경우 2013년 7월 100% LTE라는 이름으로 싱글LTE 혹은 LTE Only(음성,문자,데이터 모두 LTE로만 처리)로 전환하면서부터는 이후 단말 모두 현재까지 GSM계열의 LTE단말로만 출시함으로써 VOLTE유심이동까지 적용된 단말의 경우 이통3사간 호환이 가능(SM-N910S/K/L기종부터 가능)해지면서, LTE단말에는 더 이상 Rev.A eHRPD를 사용하지 않게 되어 EV-DO서비스가 적용되는 단말은 LTE단말은 LG-F310L(LG GX)이후로는 전혀 없으며, LG유플러스의 GSM계열의 LTE단말(싱글LTE단말)은 SHV-E330L(갤럭시 S4 LTE-A)부터 LG-F310L을 제외한 전체 단말이 되며, LG유플러스가 LTE단말에 EV-DO를 더 이상 사용하지 않게 되자 국내의 VOLTE유심이동제도에 의해서 이동통신사의 국내 3사 기기모두 동일하게 갤럭시노트4(SM-N910)부터 3사가 모두 호환이 되게 되고, 아이폰의 경우도 아이폰6부터 LG유플러스로 사용이 가능해졌으며 해당통신사의 아이폰은 다른통신사와 동일하게 GSM모델로 출시하였다.
그리하여 전반적으로 EV-DO를 활용하는 LG유플러스의 경우 EV-DO가 가능한 단말기를 더 이상 출시하지도 않고 특히 LTE단말기도 EV-DO를 빼버리고 SK텔레콤이나 kt와 같은 GSM계열의 LTE단말로만 내 놓으면서 , EV-DO 서비스를 점점 축소시키고 있는 실정이며, 반대로 3GPP2의 CDMA주력 사업자에서 싱글LTE 도입으로 인하여 3GPP계열의 GSM 주력 통신사업자로 변모하였다.

### 미국
미국에서 EV-DO를 활용하는 통신사는 크게 버라이즌과 스프린트 통신사 등으로 있다. 물론 CDMA 본거지가 미국이기는 하지만, 미국의 통신사 중에서 AT&T, 티모바일은  3GPP계열의 WCDMA로 사용한다는 점으로 EV-DO는 사용하지 않는 점이 있어, 본거지인 미국조차도 CDMA로 전반적으로 하는 통신사는 많지 않다. 하지만, CDMA로 인하여 로밍시에 문제가 많아 특히 버라이즌의 경우 VOLTE를 시작하면서 LG유플러스의 사례를 보고 버라이즌도 역시 CDMA를 정리함과 동시에 싱글LTE로도 전환을 위한 준비를 하고 있다. 차후 버라이즌이 CDMA종료 혹은 싱글LTE로 전환하거나 VOLTE가 고도화가 된다면 LG유플러스와 VOLTE 직접연동도 할 것으로도 보인다.

### 일본
KDDI-오키나와 셀룰러 연합이 'au'라는 브랜드를 사용하여 2002년 4월 1일부터 CDMA 서비스를 시작하였다. 또한, 2003년 11월 28일부터 'CDMA 1X WIN'이라는 브랜드로 1x EV-DO Rel.0 서비스를 시작하였다.

## 같이 보기
- 퀄컴
- CDMA